# Fazekas István (lelkész)
Fazekas István (Debrecen, 1742. szeptember 5. – Diószeg, 1812. május 5.) református lelkész.

## Élete
Debrecenben 1758. április 27.-én az iskolai törvényeket aláírta; 1769-ben főiskolai senior volt; Svájcban tanult és 1772-ben pappá szenteltetett, majd Sárándon három és fél évet, Nagykállóban 1775-től 1779-ig, azután Diószegen volt lelkész.
Jellemzésére a Hazai s Külföldi Tudósitások nekrológjában ezeket írja: Élete módja felette egyszerű, társalkodása nyájas, víg és hol kellett, oktató, erkölcsi hivatalához s tisztes korához illők voltak, tanításaiban úgy egyesítette a tudományt és popularitást, hogy hallgatói haszonnal és gyönyörűséggel mulathattak prédikációi alatt. Ilyen vala az a tanítása is, melyet 1804-ben Bihar vármegye rendei előtt Nagyváradon az ausztriai császárság örömnapján tartott. A superintendentia minden nehezebb dolgaiban őt tisztelte meg operatumainak kidolgozásával.

## Munkái
Írt latin és magyar verseket, fordította Youngot, de ez utóbbi művét félben hagyta, mikor Péczeli hasonló munkája megjelent. Egy eredeti levele Tóth Ferenchez írva 1808. április  26. ismert.